# Llista de fabricants de motocarros i tricicles motoritzats dels Països Catalans
Aquesta és una llista amb els fabricants de motocarros i tricicles motoritzats dels Països Catalans al llarg de la història. La llista aplega totes aquelles empreses o particulars residents als Països Catalans que han fabricat aquesta mena de vehicles en algun moment de la seva existència. Per tal de facilitar-ne la consulta, s'indica la marca comercial amb què es vengueren els motocarros o tricicles (no la raó social de l'empresa), així com el territori i comarca on l'empresa tenia la seu. Per a cada fabricant, s'indica quins d'aquest vehicles va produir (motocarros, tricicles o tots dos).
| Lletra | Marca      | Motocarros | Tricicles | Territori | Comarca           |
| ------ | ---------- | ---------- | --------- | --------- | ----------------- |
| A      | Alpha      | Sí         | Sí        | CA        | Barcelonès        |
| A      | AMF        | Sí         | Sí        | CA        | Barcelonès        |
| A      | Audenis    | -          | Sí        | CA        | Barcelonès        |
| B      | BJR        | Sí         | -         | PV        | Ribera Alta       |
| B      | Boli       | -          | Sí        | PV        | Ribera Alta       |
| C      | Clúa       | -          | Sí        | CA        | Barcelonès        |
| C      | Cremsa     | Sí         | Sí        | CA        | Barcelonès        |
| D      | Delfín     | Sí         | -         | CA        | Barcelonès        |
| D      | Derbi      | Sí         | Sí        | CA        | Vallès Oriental   |
| E      | Edeta      | -          | Sí        | CA        | Vallès Occidental |
| H      | Huracan    | Sí         | -         | CA        | Barcelonès        |
| K      | Kapi       | Sí         | -         | CA        | Barcelonès        |
| L      | Lifante    | Sí         | Sí        | CA        | Barcelonès        |
| M      | Maquitrans | Sí         | Sí        | CA        | Barcelonès        |
| M      | Mymsa      | Sí         | -         | CA        | Barcelonès        |
| P      | Pony       | -          | Sí        | CA        | Barcelonès        |
| R      | Reina      | Sí         | Sí        | CA        | Barcelonès        |
| S      | Sanromà    | -          | Sí        | CA        | Barcelonès        |
| S      | Sanson     | Sí         | -         | CA        | Barcelonès        |
| S      | Simó       | Sí         | Sí        | CA        | Barcelonès        |
| T      | Trimak     | Sí         | -         | CA        | Vallès Oriental   |
| T      | Trimosa    | -          | Sí        | CA        | Bages             |
| V      | Villof     | -          | Sí        | PV        | València          |

Notes
1. ↑  CA: Principat de Catalunya / PV: País Valencià
2. ↑  S'indica la comarca on era la seu de l'empresa